# Châtel-en-Trièves
Châtel-en-Trièves é uma comuna francesa na região administrativa de Auvérnia-Ródano-Alpes, no departamento de Isère. Estende-se por uma área de 47.60 km². Em 2010 a comuna tinha 472 habitantes (densidade: 9,9 hab./km²).
Foi criada em 1 de janeiro de 2017, a partir da fusão das antigas comunas de Saint-Sébastien (sede da comuna) e Cordéac.